# Campagne de Bougainville
 (avril 2015).
Seconde Guerre mondiale, 
Guerre du Pacifique
Batailles
- Cap Torokina
- Baie de l'Impératrice-Augusta
- Rabaul (1943)
- Lagune de Koromokina
- Piva Trail (en)
- Coconut Grove (en)
- Piva Forks (en)
- Cap Saint-George
- Raid sur Koiari (en)
- Hellzapoppin Ridge et Hill 600A (en)
- Contre-attaque de Bougainville
- Pearl Ridge (en)
- Tsimba Ridge (en)
- Slater's Knoll (en)
- Rivière Hongorai (en)
- Bataille de Porton Plantation (en)
- Ratsua (en)

- Rabaul
- 1re Salamaua-Lae
- Mer de Corail
- Piste Kokoda
- Baie de Milne
- Goodenough
- Buna-Gona-Sanananda
- Lilliput
- Merauke

- Wau
- Mer de Bismarck
- I-Go
- 2e Salamaua-Lae
- Chronicle
- Monts Finisterre
- Bougainville
- Bombardement de Wewak
- Péninsule de Huon
- Nouvelle-Bretagne
- Bombardement de Rabaul

- Neutralisation de Rabaul
- Îles de l'Amirauté
- Emirau
- Take Ichi
- Nouvelle-Guinée occidentale

Terrestres : 
- Invasion de Tulagi
- Guadalcanal
- Opération Ke
- Nouvelle-Géorgie
- Vella Lavella
- Îles du Trésor
- Choiseul
- Bougainville
- Îles Green

Navales :
- Détroit de Blackett
- I-Go
- Bataille du golfe de Kula
- Kolombangara
- Golfe de Vella
- Vella Lavella (navale)
- Baie de l'Impératrice Augusta
- Horaniu
- Cap Saint-George

La campagne de Bougainville est une suite d'opérations, durant la guerre du Pacifique, menées par les forces alliées contre la garnison japonaise établie sur l'île de Bougainville, qui faisait partie à cette époque du Territoire de Nouvelle-Guinée sous mandat australien.
Bougainville avait été occupée par les Japonais dès 1942, et ceux-ci avaient installé des bases aériennes sur Buka au nord et Buin au sud, ainsi qu'une base navale dans les îles Shortland toutes proches. L'ensemble de ce dispositif japonais assurait la sécurité de la base de Rabaul et un support aux opérations dans les Salomon.
Dans le cadre de la finalisation de l'opération Cartwheel, les forces alliées avaient l'intention d'établir des bases sur Bougainville afin de pouvoir neutraliser le centre stratégique japonais établi à Rabaul.
Les opérations sur Bougainville, en raison de sa situation géographique, peuvent être à la fois considérées comme faisant partie de la campagne de Nouvelle-Guinée et de la campagne des îles Salomon.
Les forces alliées n'ont pas cherché à annihiler la garnison japonaise sur l'île dont la neutralisation ne revêtait pas un objectif primordial, en raison de son isolement mais aussi de son manque de ravitaillement et d’approvisionnement qui se sont accentués au fil des mois et qui avaient considérablement diminué son potentiel militaire.

## Déroulement des opérations

### Première phase: Novembre 1943-Novembre 1944
Le 1er novembre, à 7 h 30, la Task Force 31 du contre-amiral Theodore S. Wilkinson commence à débarquer la 3e division des Marines du général Allen H. Turnage dans la baie de l'impératrice Augusta, dans le secteur du cap Torokina, sur la côte centre-sud de Bougainville. Les opérations se passent sous la protection de la Task Force 39 de l'amiral Aaron S. Merrill (4 croiseurs et 8 destroyers) et de la Task Force 38 de l'amiral Sherman (porte-avions USS Saratoga et USS Princeton).
Bougainville était défendue par la XVIIe armée japonaise du général Hyakutake, qui comprenait 40 000 hommes de troupe et 20 000 marins, mais la garnison locale qui défendait les plages de débarquement près de Cap Torokina au sud de l'île ne comprenait que 200 hommes, et fut rapidement vaincue tandis que les Marines établirent une tête de pont. À la fin de la journée, 14 000 soldats américains avaient débarqué, malgré les bombardements opérés par des Japonais provenant des bases disséminées sur Bougainville et les îlots environnants.
Les forces aériennes des Task Force 38 et 39 bombardèrent quant à elles les aéroports japonais des Shortland et de l'île de Buka, au nord-ouest de Bougainville, et en fin de journée, la Task Force 39 empêcha un contre-débarquement lors de la bataille de la baie de l'Impératrice Augusta.
Au cours des jours qui suivirent, les Américains étendirent leur tête de pont jusqu'au cap Torokina. Le 5 novembre, ils repoussent une contre-attaque du 23e régiment japonais sur la piste de la Mission, et le 7 novembre les Japonais tentèrent d'attaquer le flanc de la tête de pont en débarquant 500 soldats japonais au nord de la position américaine, près du marais de Koromokina. Les Japonais subirent de lourdes pertes et furent repoussés, tandis que les Américains progressèrent sur la piste de la Mission vers la jonction avec celle de Numa-Numa.

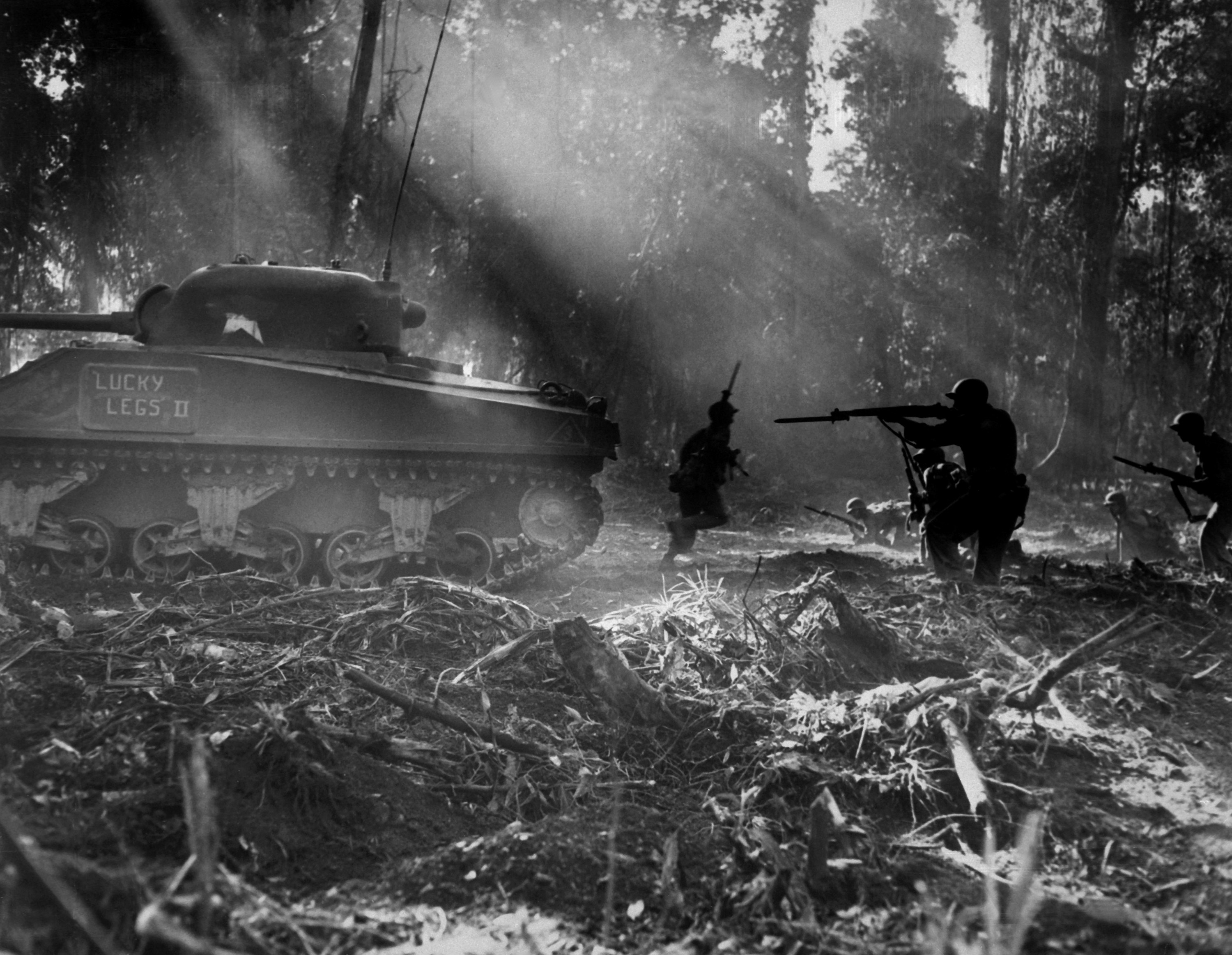
Soldats de l'US Army sur Bougainville en mars 1944

Le 9 novembre, tandis que la plus grande partie de la 73e division américaine débarqua dans la baie de l'impératrice Augusta, les Marines atteignirent le barrage installé par le 23e régiment d'infanterie nippon, qui ne sera pris qu'après trois jours d'intenses combats où les Américains subissent de lourdes pertes et où les Japonais sont exterminés.
Le 13 novembre, la Task Force 39 de Merrill débarque les troupes restantes de la 37e division d'infanterie et la 21e division de marines et le 14 novembre, les Marines s'emparent du carrefour routier entre la piste de la Mission et celle de Numa-Numa, avec le soutien de quelques chars.
Au cours de la seconde moitié de novembre, le périmètre américain s'élargit, notamment en progressant le long de la piste Numa-Numa parallèle à la rivière Piva, ce malgré une forte résistance japonaise.
À partir du 9 décembre, tandis que la piste d'aviation américaine du cap Torokina était mise en service, les Marines déclenchèrent une série d'attaques contre les troupes japonaises disséminées dans les collines qui dominaient la tête de pont américaine. Dès le 10 décembre, des chasseurs américains arrivèrent sur la nouvelle base de laquelle purent être organisés des raids aériens sur Rabaul, à environ 350 kilomètres. Un mois plus tard, un nouvel aéroport fut mis en service dans le secteur de Piva, destiné à servir de nouvelle base d'appui pour les offensives aériennes contre la Nouvelle Bretagne et le 12 janvier, les Marines quittèrent Bougainville pour être remplacés par la division Americal qui fut renforcée fin mars 1944 par la 93e division d'infanterie, première unité d'infanterie afro-américaine à participer aux combats de la Seconde Guerre mondiale.
Au mois de mars 1944, une série de contre-attaques japonaises eurent lieu (Hill 700, Cannon Hill et Hill 260) qui furent défaites après d'âpres combats. Les Japonais se retirèrent alors dans l'intérieur de l'île ainsi que dans des poches situées au pointes nord et sud, abandonnant toute contre-attaque coupés de tout soutien de l'extérieur. Les Alliés de leur côté ne tentèrent pas de nouvelle conquête territoriale, se concentrant sur l'établissement et le maintien des trois bases aériennes qui leur permettait de mener des opérations aériennes sur Rabaul et d'autres bases japonaises.

### Seconde phase: Novembre 1944-Août 1945
Dès août 1944 les Japonais sur l'île étaient isolés et souffraient d'un manque grave de ravitaillement. Ils étaient également décimés par les maladies, concentrée désormais sur leur survie plutôt que sur les actions militaires, en établissant par exemple à travers l'île des fermes, la garnison impériale sur Bougainville représentait une menace déjà considérablement affaiblie.
C'est pour cette raison qu'à partir d'octobre 1944, les forces américaines appelées à combattre sur d'autres secteurs plus primordiaux, transférèrent les opérations aux troupes australiennes qui continuèrent les missions de patrouille et menèrent diverses offensives vers le nord et le sud de l'île, jusqu'à la fin de la guerre en août 1945.
Plus de 23 000 soldats nippons sur Bougainville se constituèrent alors prisonniers après la capitulation de leur pays.